# Aegus tagulaensis
Aegus tagulaensis es una especie de coleóptero de la familia Lucanidae.

## Distribución geográfica
Habita en Archipiélago de las Luisiadas (Papúa Nueva Guinea).